# (958) Asplinda
(958) Asplinda es un asteroide perteneciente al cinturón exterior de asteroides descubierto el 28 de septiembre de 1921 por Karl Wilhelm Reinmuth desde el observatorio de Heidelberg-Königstuhl, Alemania.
Está nombrado en honor del astrónomo sueco Bror Ansgar Asplind (1890-1954).

## Características orbitales
Asplinda forma parte del grupo asteroidal de Hilda.